# Mas d'Azil-grottan

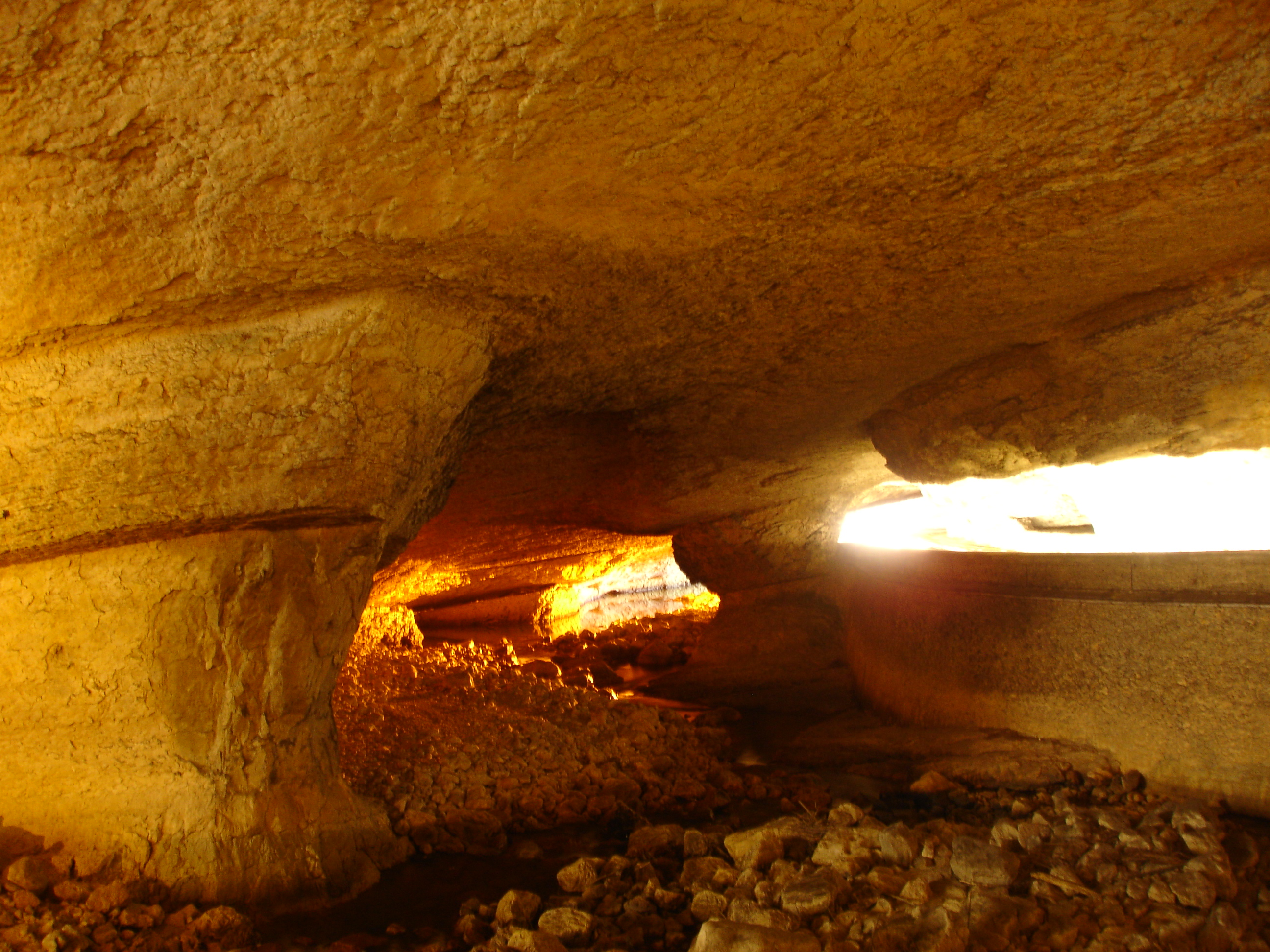
Interiör från grottan.

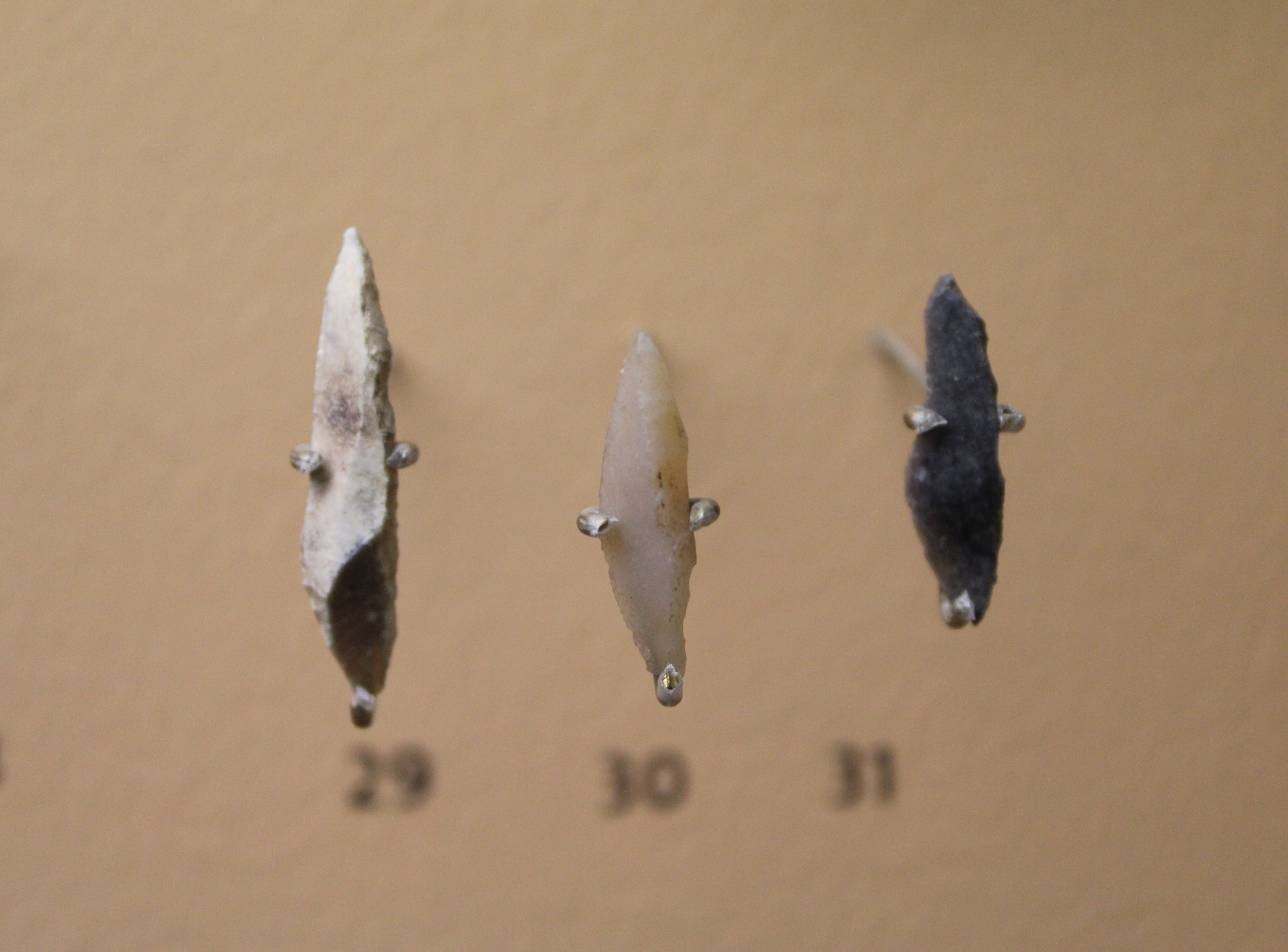
Azilienspetsar

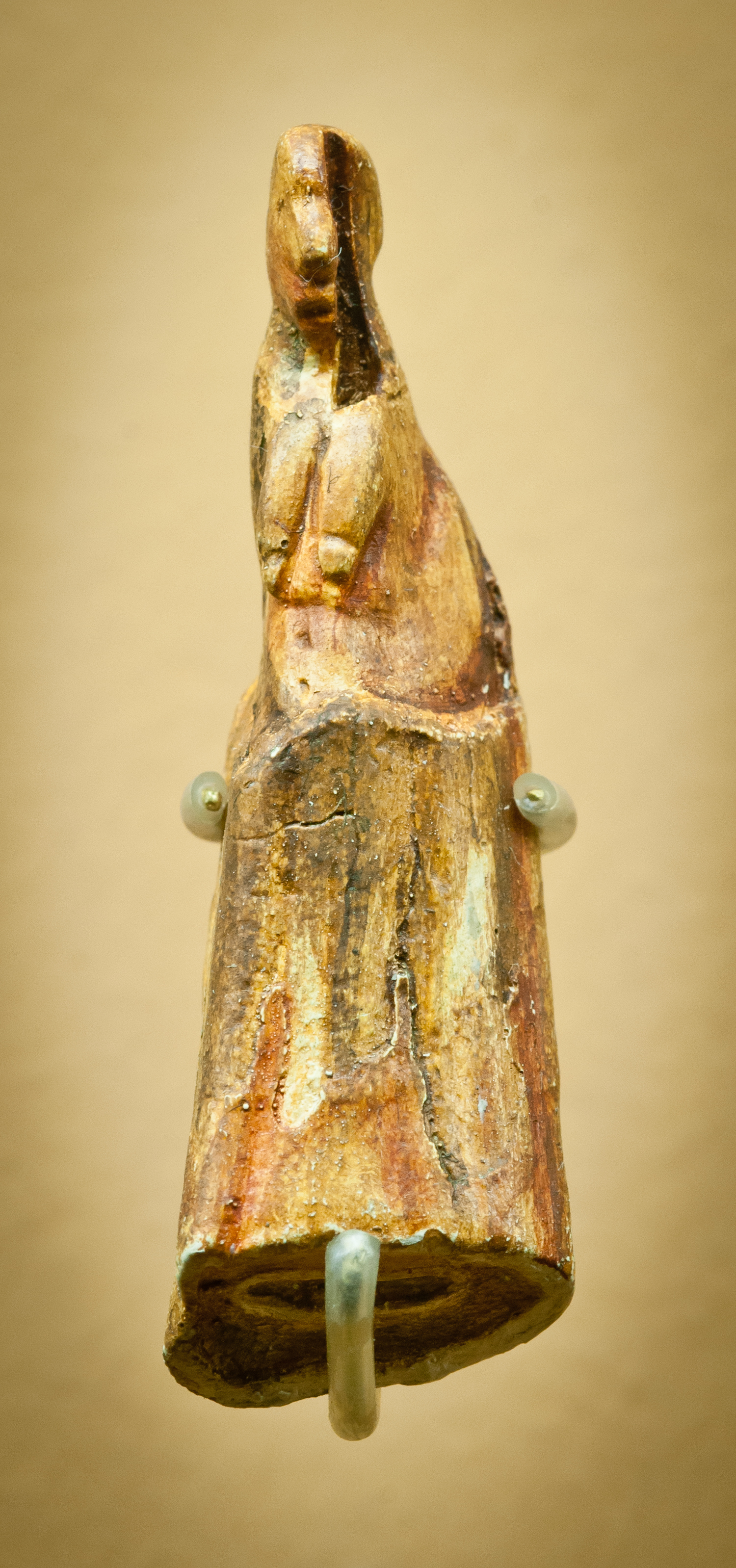
Kvinnofugur av hästtand

Mas d'Azil-grottan är en stor, 420 meter lång tunnel som floden Arize gjort genom en vägg i bergsmassivet Plantaurelin på Pyrenéernas nordsluttning i departementet Ariège i sydöstra Frankrike. I sekundära grottor som leder utanför huvudtunneln vistades under olika tidsepoker, under en period av 20 000 år, människor tillhörande Magdalenian-, Azilien- och  även under den neolitiska tiden.

## Grottans läge
Den forhistoriska grottan ligger ca. 1 km sydväst om den lilla byn Mas-d’Azil söder om Toulouse vid randen av Pyreneerna. Vägbeskrivning: Från Toulouse kör man cirka 50 km på väg D 919 till Pailhès, där man svänger söderut på  D 119 till Sabarat ( cirka 7,5 km). I Sabarat svänger vägen D 119 skarpt mot vänster (=mot söder) mot Mas-d’Azil ( cirka 5,5 km). Man kör rakt genom byn mot grottan. Vägen går rakt genom grottan som bildar en stor svagt upplyst tunnel genom berget som är cirka 500 meter lång. Mitt i tunneln är ingången till den förhistoriska grottan vid en liten parkeringsplats. Lämpligen kör man rakt genom grottan till grottans södra ände där det finns en större parkeringsplats och informationsskyltar.
Ingången för Arize som markerar grottans början utgörs av en 51 meter hög och 48 meter bred öppning i den massiva kalkstensväggen. Mas d'Azil är känd som den enda med bil genomfarbara grottan i Europa. 

## Grottans geologi
Från pliocen till mellersta pleistocen ( =kvartär) orsakar flodens omväxlande lopp olika faser av karstbildning. Peyronnardgrottan är ett av resultatet till denna forntida utveckling.. Senare uppstår ett stort nätverk av gallerier mellan nivån för grottan Peyronnard och den nuvarande tunneln, det är de delar av kanaler som för närvarande är öppna för allmänheten. I motsats till forntida hypoteser är grottan ett verkligt hydrogeologiskt genombrott kopplat till utvecklingen av en underjordisk gång i en kalkstensmiljö. Kanalerna har grävts under vatten, vilket framgår av närvaron av valvkanaler, dessa är mer eller mindre synliga på taket av håligheterna. De är former av erosion, de övre gallerierna har först grävts av urholkning. I mitten till det senaste istiden fångas floden Arize av de intilliggande kanalerna och tunneln börjar breddas. Blockeringar av den huvudsakliga flodfåran uppstår periodiskt och tvingar Arize att översvämma omgivningen för att passera. Denna moderna hypotes  baseras på närvaron av en sjöutveckling på Mauryslätten och en nästan fullständig fyllning av de övre delarna av grottan. Från slutet av Rissistiden till den Wurmistiden blir tunneln tillräckligt stor och Arize överger slutligen Baudet-passet.  Vid Mas d'Azil begränsar den nuvarande strukturen inte utvecklingen av  nya djupgående kanaler. Vattencirkulationer finns för närvarande under bädden av Arize, de matas till en del av Arize och genom infiltration av vatten från Plantaurel-massivet, på vänster flodbanken av  Bois de la Fagette och Cap Del Pouech-områdena och på höger bank av Lessé poljé.

## Grottans arkeologi
1887 då man började gräva i grottan Mas-d'Azil, i de olika rummen på höger sida och på den stora terrassen på vänster flodbank. Flera författare har beskrivit rapporterna om samarbete och konflikter, som då existerade mellan Piette och flera lokala forskare, Grottan grävdes ut av Édouard Piette 1887-1889 och frilade spår  från magdalenien och från en ny förhistorisk kultur, Azilienkulturen, som sedan gavs namn efter grottorna. Grottan är särskilt berömd för de rika fynden av naturalistiska småskulpturer i horn och ben från magdalenien. Piette tolkade grimmaliknande märken på djurhuvuden som bevis för domesticering av renar och hästar vid den aktuella tiden. Piette förstörde sin hälsa under sin forskning. Han donerade  hela sin samling till en offentlig institution Museum of National Forquities i Saint Germain i Laye Frankrikes nationella arkeologiska museum. Piettes huvudverk är Konst under renåldern (L’art pendant l’âge du renne (1907).Boken är digitaliserad och finns på internet 
På högra flodbanken identifierades en första fas från mellersta Magdalena cirka13 000 till 14 000 år gammal främst i de nedre delarna av kulturlagret. Under denna tid var det nomadiska jägare som valde grottor och klipputsprång för sina bostäder. Grottans storlek var en av de viktigaste platserna i Pyrenéerna. Fynden tyder på att det har varit en säsongssamlingsplats. Platsen var viktig för utbyten av kunskap, teknik, råvaror, ceremonier och troligen som mötesplats för parbildning. Fynden omfattar ett mycket stort antal exotiska föremål, inklusive exporterade råvaror som flinta. Flint kom i form av block och kom från olika fyndigheter, ibland mycket avlägsna som Dordogne), och kunde kanske försörja områdets olika grupper.

### Azilienkultur
Platsens berömmelse kommer främst från denna kultur som identifierades av Piette 1889 och till vilken Mas-d'Azil gav sitt namn  Azilien. Ovanför magdalenien nivån på vänstra flodbanken grävdes en tidigare okänd kultursekvens ut som fyllde ett lucka mellan den senpaleolitiska och de neolitiska, känd fram till 1800-talet som "uppehållet numera mesolitikum. Denna ursprungliga kultur ligger i den övre epipaleolitiska tidsrummet och denna kultur utvecklas i ett mer tempererat klimatiskt sammanhang (tidigt postglacia tidl). Dess läge i grottan ligger uteslutande på vänster bank och överst i lagerföljden.

## Fynden
Se Externa länkar.

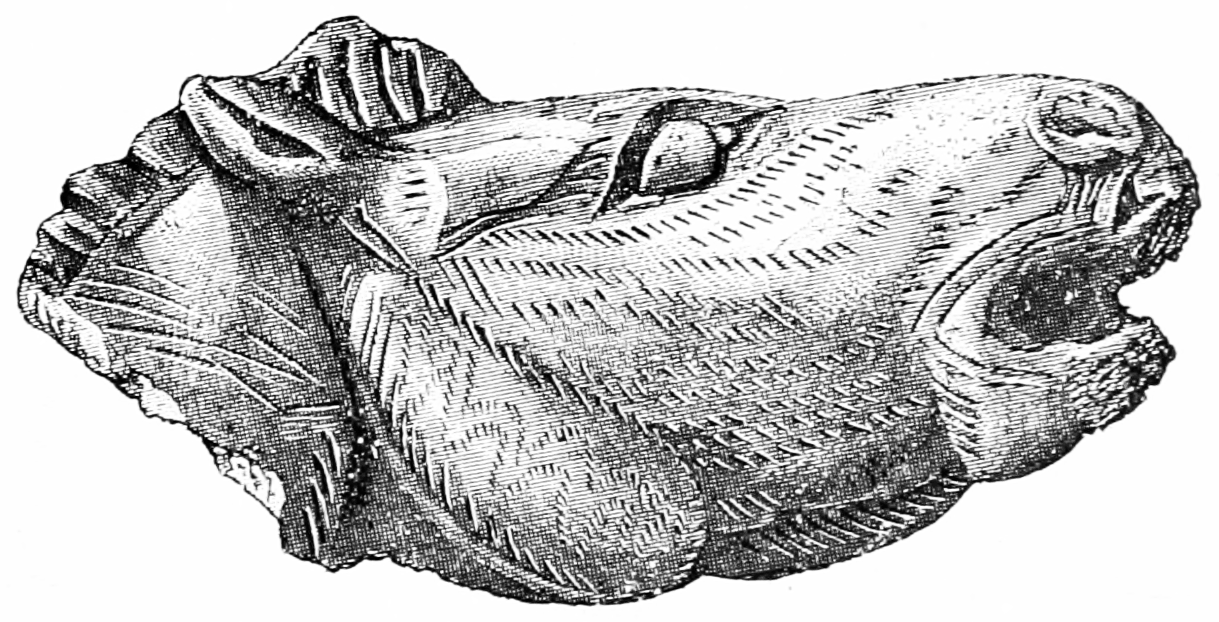
hästhuvud från Mas d Axil

- Från mellersta magdalenien skulptur upptäckt av Piette ett mycket fint hästhuvud, avbrutet vid halsringen. Ett världsberömt fynd med mycket uttrycksfulla drag med de mönster som Piette tolkade som grimma.
- Bison utan huvud, skulptur av Magdalenien upptäckt av Piette. Bisonskupturen är tillverkad av renhorn, troligen tjurhorn på grund av tjockleken. En skada i förhistorisk tid tog bort huvudet; under utgrävningen bröts benen och föremålet har varit monterat på en ställning eller en pinne. Skulpturarbetet har delar av alla fyra benen och deskapade ett tomt utrymme under magen. Objektet behåller rikliga spår av rött färgämne.

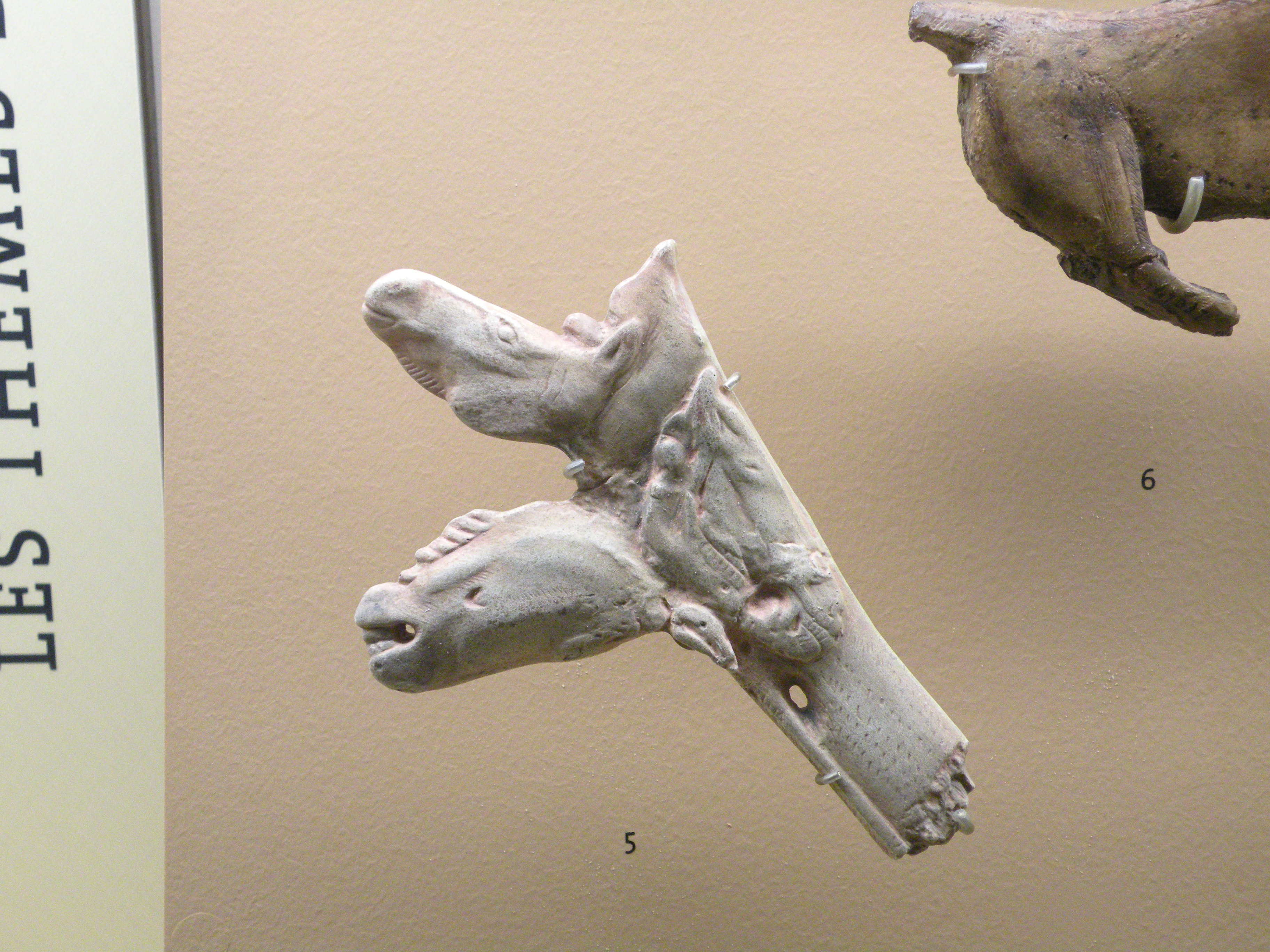
Bisonstaty uppe till höger

- Skulptur av en kvinnlig figur från Mellersta Magdalenien upptäckt av Piette. Denna mänskliga byst, tillverkad av roten av en hästs framtand, vittnar om en stor skulptural teknik. Materialets natur, form och volym krävde att skulptören skapar kroppen i litet format. Originaliteten i skulpturen förstärks av framställningen av brösten, långsträckta och hängande, men inte voluminösa. Denna sekundära sexuella karaktär hjälper oss att se att det är en skulpterad kvinna. Denna mänskliga figur är exceptionell i sina plastiska former och kvaliteten på de figurativa detaljerna.

Grottorna har också visat rika fynd på ben från mammutar, björnar och ullig noshörning.